# Chick Corea

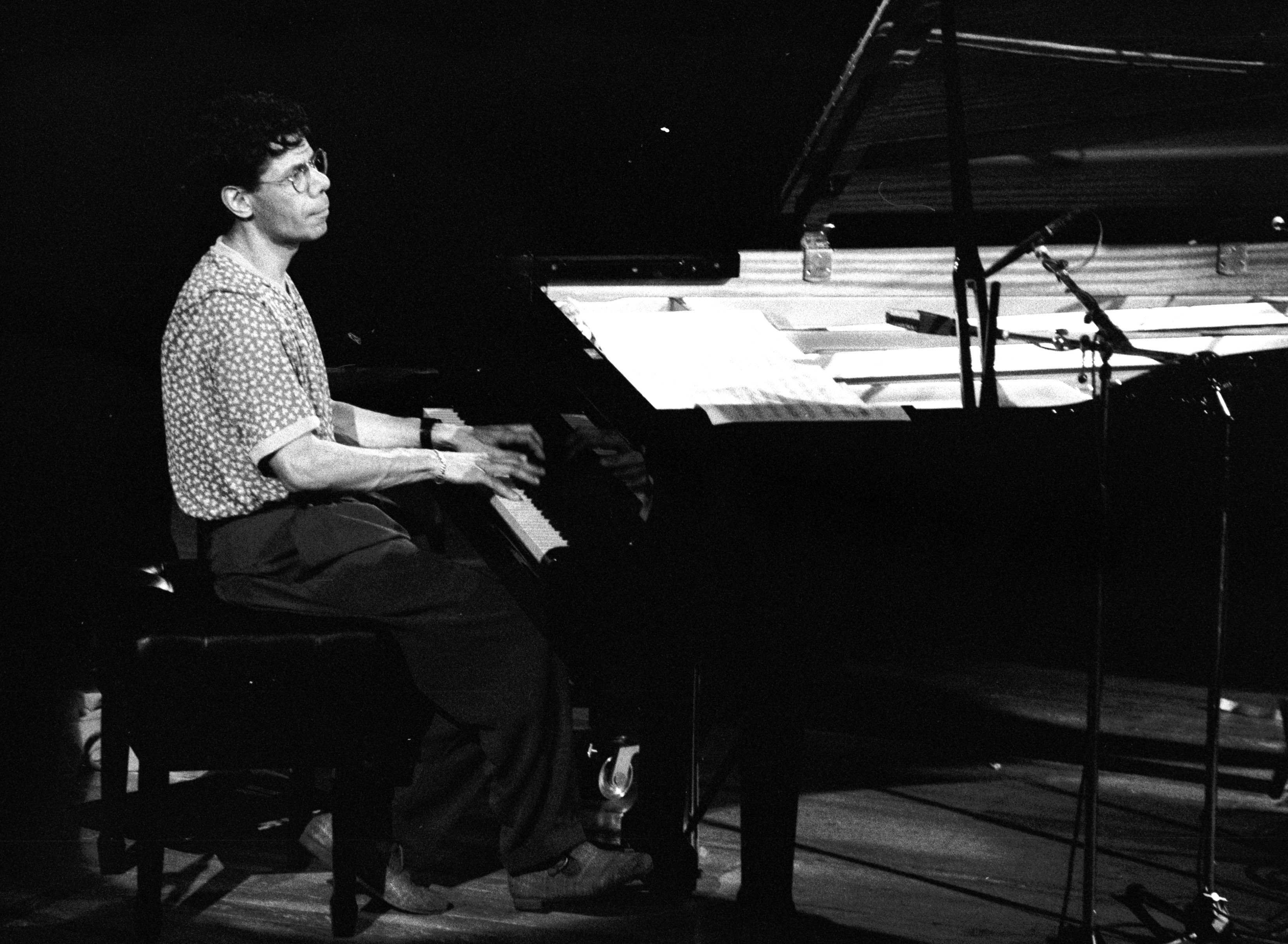
Chick Corea under en konsert i Deauville 1992.

Armando Anthony "Chick" Corea, född 12 juni 1941 i Chelsea, Massachusetts, död 9 februari 2021 i Tampa Bay, Saint Petersburg, Florida, var en amerikansk jazzpianist. Han har spelat med bland andra Miles Davis, Stan Getz och Herbie Hancock.
I slutet av 1960-talet spelade Corea med Miles Davis och deltog på album som Filles de Kilimanjaro, In a Silent Way och Bitches Brew. Under den här tiden började Corea experimentera med elektriska instrument, i första hand Fender Rhodes elpiano.
Dave Holland och Corea lämnade Davis för att bilda en egen grupp, Circle, som var aktiva 1970–1971. I gruppen ingick också Anthony Braxton och Barry Altschul.
I början av 1970-talet började Corea spela jazzfusion med gruppen Return to Forever. Andra grupper som Corea medverkar i var Chick Corea Elektric Band, Akoustic Band och The New Trio.
2015 vann Chick Corea en Grammy som Chick Corea Trio tillsammans med Brian Blade och Christian McBride för albumet Trilogy i kategorin Jazz instrumental album.
Den 9 februari 2021 avled Chick Corea i en ovanlig form av cancer.

## Diskografi
- 1966 – Tones for Joan's Bones
- 1968 – Now He Sings, Now He Sobs
- 1969 – Is
- 1969 – Sundance
- 1970 – The Song of Singing
- 1970 – Circulus (med Circle)
- 1971 – A.R.C.
- 1971 – Paris Concert (med Circle)
- 1971 – Piano Improvisations Vol. 1
- 1972 – Return to Forever (med Return to Forever)
- 1972 – Piano Improvisations Vol. 2
- 1972 – Light as a Feather (med Return to Forever)
- 1972 – Inner Space
- 1973 – Crystal Silence (med Gary Burton)
- 1973 – Hymn of the Seventh Galaxy (med Return to Forever)
- 1974 – Where Have I Known You Before (med Return to Forever)
- 1975 – No Mystery (med Return to Forever)
- 1975 – Circling In (med Circle)
- 1976 – Romantic Warrior (med Return to Forever)
- 1976 – The Leprechaun
- 1976 – My Spanish Heart
- 1977 – Musicmagic (med Return to Forever)
- 1977 – RTF Live (med Return to Forever)
- 1978 – The Mad Hatter
- 1978 – An Evening with Herbie Hancock & Chick Corea
- 1978 – Secret Agent
- 1978 – Friends
- 1979 – Delphi I
- 1979 – CoreaHancock (med Herbie Hancock)
- 1979 – Duet (med Gary Burton)
- 1980 – Chick Corea & Lionel Hampton in Concert (med Lionel Hampton)
- 1980 – In Concert, Zurich, October 28, 1979 (med Gary Burton)
- 1980 – Delphi 2 & 3
- 1980 – Tap Step
- 1981 – Live in Montreaux
- 1981 – Three Quartets
- 1982 – Trio Music
- 1982 – Touchstone
- 1982 – The Griffith Park Collection
- 1982 – Echoes of an Era
- 1982 – Echoes of an Era 2
- 1983 – Lyric Suite for Sextet (med Gary Burton)
- 1983 – Again & Again
- 1983 – On two pianos (med Nicolas Economu)
- 1983 – The Meeting (med Friedrich Gulda)
- 1984 – Children's Songs
- 1984 – Fantasy for Two Pianos with Friedrich Gulda
- 1985 – Voyage – with Steve Kujala
- 1985 – Septet
- 1986 – The Chick Corea Elektric Band
- 1986 – Trio Music Live in Europe
- 1987 – Light Years (med Elektric Band)
- 1988 – Chick Corea Featuring Lionel Hampton
- 1988 – Eye of the Beholder (med Elektric Band)
- 1989 – Chick Corea Akoustic Band
- 1990 – Inside Out (med Elektric Band)
- 1991 – Beneath the Mask (med Elektric Band)
- 1991 – Akoustic Band: Alive
- 1992 – Play (med Bobby McFerrin)
- 1993 – Paint the World (med Elektric Band)
- 1993 – Expressions
- 1995 – Time Warp
- 1996 – The Mozart Sessions (med Bobby McFerrin)
- 1996 – Live from Elario's (First Gig) (med Elektric Band)
- 1996 – Live from Blue Note Tokyo
- 1996 – Live from the Country Club
- 1997 – Remembering Bud Powell
- 1997 – Native Sense: The New Duets (med Gary Burton)
- 1998 – Origin: Live at the Blue Note
- 1998 – Origin: A Week at the Blue Note
- 1998 – Like Minds (med Gary Burton, Pat Metheny, Roy Hanes, Dave Holland)
- 1999 – Change
- 1999 – Corea Concerto: Spain for Sextet & Orchestra / Piano Concerto No. 1  (med Origin)
- 1999 – Corea Concerto
- 2000 – Solo Piano: Originals
- 2000 – Solo Piano: Standards
- 2001 – The Chick Corea New Trio: Past, Present & Futures
- 2003 – Rendezvous in New York
- 2004 – To the Stars (med Elektric Band)
- 2005 – Live in Molde
- 2005 – Rhumba Flamenco
- 2006 – The Ultimate Adventure
- 2006 – Super Trio (med Steve Gadd och Christian McBride)
- 2007 – The Enchantment (med Béla Fleck)
- 2007 – Five Trios: 1. Dr. Joe (med Antonio Sanchez, John Patitucci)
- 2007 – Five Trios: 2. From Miles (med Eddie Gomez, Jack DeJohnette)
- 2007 – Five Trios: 3. Chillin' in Chelan (med Christian McBride, Jeff Ballard)
- 2007 – Five Trios: 4. The Boston Three Party (med Eddie Gomez, Airto Moreira)
- 2007 – Five Trios: 5. Brooklyn, Paris to Clearwater (med Hadrien Feraud, Richie Barshay)
- 2008 – The New Crystal Silence (med Gary Burton)
- 2009 – Five Peace Band Live (med John McLaughlin)
- 2009 – Duet (med Hiromi Uehara)
- 2009 – Returns (med Return to Forever)
- 2011 – Orvieto (med Stefano Bollani)
- 2011 – Forever
- 2012 – Further Explorations (med Eddie Gomez, Paul Motian)
- 2012 – The Continents
- 2012 – The Mothership Returns (med Return to Forever)
- 2012 – Hot House (med Gary Burton)
- 2013 – The Vigil
- 2014 – Trilogy (med Christian McBride, Brian Blade som Chick Corea Trio)
- 2014 – Solo Piano – Portraits
- 2015 – Two (med Béla Fleck)
- 2016 – The Musician
- 2017 – Chinese Butterfly (med Steve Gadd)
- 2018 – 	Tempus Fugit (med Vigilette)
- 2018 – Trilogy 2
- 2019 – Antidote (med The Spanish Heart Band)
- 2020 – Plays
- 2021 – Resonance